# Богдан А069
Богдан А069 — украинский автобус малого класса, серийно выпускавшийся корпорацией «Богдан» с 2006 года. Пришёл на смену автобусу Богдан А067.

## Описание[2]
Автобус Богдан А069 разрабатывается корпорацией «Богдан» с 2006 года на шасси Hyundai County. Первые экземпляры были выпущены в середине 2006 года, до конца того же года было выпущено около 40 экземпляров.
Модель оснащена дизельным двигателем внутреннего сгорания Hyundai D4AL (Евро-2). Гарантийный ресурс двигателя — до 1 млн км пробега. Коробка передач — механическая, пятиступенчатая. Рулевое управление оснащено гидроусилителем. Система электрооборудования автобуса питается напрямую от генератора (основной режим работы) или от аккумуляторных батарей. Номинальное напряжение бортовой электросети 24 В.

## Модификации
- Богдан-А069.00 — пригородная модификация, имеет автоматическую переднюю и заднюю аварийную механическую двери, а также сиденья с подголовниками. Количество мест для сидения —- 19.
- Богдан-А069.04
- Богдан-А069.21 — городская модификация, имеющая две автоматические двери, непосредственно за передней осью и в заднем свесе, и 16 мест для сидения в салоне[3][4].